# Orchid (album)
Orchid – pierwszy, studyjny album szwedzkiej grupy metalowej Opeth nagrany w 1994 r. przy współpracy z firmą wydawniczą Candlelight Records. Podpisanie kontraktu zaowocowało wydaleniem z zespołu ówczesnego basisty, Stefana Guteklinta, którego zastąpił muzyk studyjny Johan DeFarfalla. Po wydaniu płyty w 1995 r. DeFarfalla uzyskał stałe miejsce w zespole, natomiast grupa zakończyła współpracę z Candlelight Records i zajęła się produkcją na własną rękę. Płyta została wydana również w USA za pośrednictwem firmy Century Media Records w 1997 roku.
W albumie deathmetalowe brzmienia okraszone charakterystycznym growlem przeplatane są melodyjnymi, akustycznymi wstawkami z czystym wokalem. Wyjątkiem jest tu utwór Silhouette, który został stworzony jako ballada w pełni grana na pianinie przez Andresa Nordina, perkusistę zespołu.
Utwory na płycie są długie, co jest w pewnym stopniu znakiem rozpoznawczym grupy. Najdłuższy z nich, In the Mist She Was Standing, trwa 14 minut i 9 sekund.
Na reedycji albumu z 2000 roku pojawia się wczesne demo zespołu („Into the Frost of Winter”), nagrane podczas jednej z sesji w 1992. Jego fragmenty stały się później podstawą utworu „Advent”, zawartego na drugiej płycie Opeth, Morningrise.

## Lista utworów
Opracowano na podstawie materiału źródłowego.
| Nr | Tytuł utworu                        | Słowa            | Muzyka                           | Długość |
| -- | ----------------------------------- | ---------------- | -------------------------------- | ------- |
| 1. | „In the Mist She Was Standing”      | Mikael Åkerfeldt | Mikael Åkerfeldt, Peter Lindgren | 14:09   |
| 2. | „Under the Weeping Moon”            | Mikael Åkerfeldt | Mikael Åkerfeldt, Peter Lindgren | 9:52    |
| 3. | „Silhouette” (utwór instrumentalny) |                  | Anders Nordin                    | 3:07    |
| 4. | „Forest of October”                 | Mikael Åkerfeldt | Mikael Åkerfeldt, Peter Lindgren | 13:04   |
| 5. | „The Twilight is My Robe”           | Mikael Åkerfeldt | Mikael Åkerfeldt, Peter Lindgren | 11:03   |
| 6. | „Requiem” (utwór instrumentalny)    |                  | Mikael Åkerfeldt, Peter Lindgren | 1:11    |
| 7. | „The Apostle in Triumph”            | Mikael Åkerfeldt | Mikael Åkerfeldt, Peter Lindgren | 13:01   |
|    |                                     |                  |                                  | 1:05:27 |

## Twórcy
Opracowano na podstawie materiału źródłowego.
| Zespół Opeth w składzie - Mikael Åkerfeldt – śpiew, gitara - Peter Lindgren – gitara - Johan DeFarfalla – gitara basowa - Andres Nordin – perkusja, fortepian |  | Inni - Stefan Guteklint – gitara basowa - Dan Swanö – produkcja muzyczna, inżynieria dźwięku, miksowanie - Pontus Norgren – produkcja muzyczna - Torbjorn Ekebacke – oprawa graficzna, zdjęcia |